# Walter Pastor
Walter Pastor (geb. 4. Oktober 1939 in Köln; gest. 8. Juni 2024) war ein deutscher Jurist.

## Leben und Wirken
Walter Pastor bestand 1959 im Städtischen neusprachlichen Gymnasium Köln-Nippes das Abitur. Im Anschluss an seine juristische Ausbildung und nach der Promotion an der Universität zu Köln im Jahre 1967 trat er im Februar 1968 in den richterlichen Dienst des Landes Nordrhein-Westfalen ein. Drei Jahre später, im Mai 1971, wurde er zum Landgerichtsrat am Landgericht Köln ernannt. Im Juli 1978 folgte die Ernennung zum Richter am Oberlandesgericht Köln. Hier gehörte er bis 1997 dem insbesondere für Pressesachen zuständigen 15. Zivilsenat an, seit 1991 als dessen stellvertretender Vorsitzender. Im April 1997 wurde er zum Vorsitzenden Richter am Oberlandesgericht ernannt und übernahm den Vorsitz im schwerpunktmäßig für Bausachen zuständigen 11. Zivilsenat des Oberlandesgerichts Köln, den er bis zu seinem Ruhestand Ende Oktober 2004 leitete.
Pastor trat über seine richterliche Tätigkeit hinaus durch eine größere Zahl von Veröffentlichungen insbesondere auf dem Gebiet des Baurechts hervor. Hier ist etwa auf das von ihm als Mitautor verfasste, mittlerweile in 7. Auflage erschienene Lexikon des öffentlichen und privaten Baurechts (Baurecht von A – Z) hinzuweisen und auf das in 17. Auflage vorliegende Werk Der Bauprozess, ein Standard-Werk der Baurechtsliteratur.
Pastor starb 2024 im Alter von 84 Jahren und wurde in der Familiengrabstätte auf dem Kölner Melaten-Friedhof beigesetzt.

## Werke
- Der Bauprozess (zusammen mit Ulrich Werner), Werner Verlag, 17. Auflage 2020, ISBN 978-3-8041-5024-9.
- VOB - Vergabe- und Vertragsordnung für Bauleistungen. HOAI - Honorarordnung für Architekten und Ingenieure (zusammen mit Ulrich Werner), Beck-Texte im dtv, 35. Auflage 2019, ISBN 978-3-406-74076-3.
- Baurecht von A – Z: Lexikon des öffentlichen und privaten Baurechts (zusammen mit Ulrich Werner und Karl Müller), C. H. Beck, 7. Auflage 2000, ISBN 978-3-406-39467-6.